# Пиндемонте, Ипполито
Ипполито Пиндемонте (итал. Ippolito Pindemonte; 1753—1828) — итальянский поэт и лингвист. Брат Джованни Пиндемонте.

## Биография
Младший сын маркиза Луиджи Пиндемонте (1718—1765) и его жены Доротеи, по матери внучатый племянник Шипионе Маффеи. После смерти отца был отдан в колледж в Модене, где среди его учителей были Ладзаро Спалланцани и Луиджи Черретти. В дальнейшем учился также у Джироламо Помпеи и Джузеппе Торелли. В 1770—1780-е гг. много путешествовал по Европе, часто посещал виллу графини Москони и салон Изабеллы Альбрицци. Лично наблюдал революционные события во Франции; с энтузиазмом приветствовал начало революции, воспел в поэме «Франция» (итал. La Francia; 1789) открытие Генеральных штатов, но потом под влиянием якобинского террора разочаровался в деятелях революции и охладел к ней. С грустью видел успехи наполеоновского режима (трагедия «Арминий», 1804). Последние годы жизни провёл в уединении.

## Творчество
Начал публиковаться как поэт в неполные 17 лет. В поэтическом творчестве тяготел к предромантизму. По утверждению Ю. А. Веселовского, автора статьи о Пиндемонте в Энциклопедическом словаре Брокгауза и Ефрона (1898), обширное творческое наследие Пиндемонте неравноценно, а современники «осыпали его зачастую преувеличенными похвалами». Из собственных поэтических сочинений Пиндемонте Веселовский выделял книгу «Сельские стихи» (итал. Poesie Campestre; 1788), в которой, по его мнению, «немало прочувствованных, истинно поэтических страниц», сборник коротких стихотворений «Сатиры» (итал. Sermoni poetici; 1819), где Веселовскому видится «несомненное дарование, лишённое желчи и сарказма, подмечающее и осмеивающее человеческие недостатки и слабости в духе Горация», и моралистическую поэму «Удар в колокол Собора Святого Марка в Венеции» (итал. Il colpo di martello del campanile di S. Marco in Venezia; 1820). «Любовь к Италии, прославление независимости поэта и его вдохновения, художественный вкус, мечтательность — всё это в стихотворениях Пиндемонте заставляет иногда забывать некоторые длинноты, устарелые приёмы, морализующий тон», — резюмировал Веселовский.
Помимо стихов Пиндемонте сочинил несколько драматических произведений. Из его прозы наибольшее значение имел сатирический роман «Абаритте: правдивейшая история» (итал. Abaritte, istoria verissima; 1790), в котором чувствуется влияние Вольтера. Наиболее длительное и безоговорочное признание получил выполненный Пиндемонте итальянский перевод «Одиссеи» (окончен в 1819 г.); среди других его переводов — трагедия Расина «Береника», стихотворения Сапфо, Горация, Вергилия.
Уго Фосколо посвятил Пиндемонте знаменитую поэму «Гробницы» (1807). Собрание стихотворений Пиндемонте издано во Флоренции в 1858 г. под редакцией Алессандро Торри с биографическим очерком Пьетро Даль Рио. Стихотворение А. С. Пушкина «Из Пиндемонти» («Не дорого ценю я громкие права…») на самом деле вовсе не взято из сочинений Пиндемонте, упоминание его имени является литературной мистификацией.